# كريشنا (ممثل هندي)
كريشنا (بالإنجليزية: Sunil Nagappa)‏ هو ممثل هندي، ولد في 12 يونيو 1985 في ميسور في الهند.

## وصلات خارجية
- كريشنا على موقع IMDb (الإنجليزية)